# Góry Pambackie
Góry Pambackie (orm.: Փամբակի լեռնաշղթա, trl.: P'ambaki lerrnashght'a, trb.: Pambaki lernaszychta) – pasmo górskie w Armenii. Rozciąga się od miasta Giumri do północno-zachodnich brzegów jeziora Sewan. Najwyższy szczyt Też wznosi się na 3101 m n.p.m. Pasmo zbudowane ze skał magmowych. Zbocza pokryte stepami górskimi oraz łąkami. Na wschodzie (stoki północne) występują lasy.